# عقد 60 هـ
عقد 60 هـ هو الفترة بين عام 60 إلى 69 في التقويم الهجري، أي العشر سنوات السابعة من القرن الأول الهجري.

## مواليد
- يحيى بن سعيد الأنصاري

- حميد الطويل

- أبو عمرو البصري

- العماني الراجز

- مسلمة بن عبد الملك

- العلاء بن الحارث

- أيوب السختياني

- يحيى بن عباد بن عبد الله بن الزبير

- عبد الله بن ذكوان

- رؤبة بن العجاج

- أبان بن أبي عياش

- هشام بن عروة

- قتادة بن دعامة

- عمر بن عبد العزيز

- طلحة بن يحيى بن طلحة بن عبيد الله

- سليمان بن مهران الأعمش

- إسماعيل بن عبيد الله بن أبي المهاجر
- حسان بن أبي سنان
- الكميت بن زيد
- هلال بن أحوز
- المسور بن عباد التميمي
- عبد الرحمن بن زياد بن أنعم
- سلم بن أحوز
- أبو النجم العجلي
- عبد الله بن أبي بكر بن محمد بن عمرو بن حزم

## أحداث
- انتهاء حصار القسطنطينية (53-60 هـ)

- 15 رجب 60 هـ تولي يزيد بن معاوية الحكم

- 22 ذو الحجة 60 هـ خروج الحسين بن علي إلى العراق

- 2 محرم 61 هـ بداية معركة كربلاء

- 10 محرم 61 هـ انتهاء معركة كربلاء

- 28 ذو الحجة 62 هـ نشوب وقعة الحرة في المدينة المنورة
- 64 هـ تولي معاوية بن يزيد حكم الدولة الاموية

- 64 هـ بيعة مروان بن الحكم
- 64 هـ فك الحصار عن عبد الله بن الزبير
- 64 هـ حصار مكة (683)
- 64 هـ خروج نافع بن الأزرق
- 64 هـ تولي عمرو بن سعيد الأشدق ولاية مكة

- 65 هـ معركة الربذة
- 65 هـ ولاية عبد الملك بن مروان
- 65 هـ ثورة التوابين
- 65 هـ معركة عين الوردة
- 14 ربيع الآخر 66 هـ قيام ثورة المختار الثقفي واخذ الثأر من قتلة الحسين بن علي
- 67 هـ قتل المختار الثقفي على يد مصعب بن الزبير
- 69 هـ معركة الجفرة

## وفيات

### وفيات سنة60 هـ
- معاوية بن أبي سفيان
- ميثم التمار
- هانيء بن عروة
- مسلم بن عقيل
- عمرو بن شأس الأسدي
- أبو حميد الساعدي
- أبو مسلم الخولاني
- عبد الأعلى بن يزيد الكلبي
- عبد الله بن مغفل
- عقيل بن أبي طالب
- عمرو بن أمية الضمري
- صفوان بن المعطل
- سحيم بن وثيل الرياحي
- عمرة بنت يزيد الكلابية

### وفيات سنة61 هـ
- أبو بكر بن الحسن بن علي
- أبو بكر بن علي بن أبي طالب
- أبو بلال مرداس بن حدير
- أبو ثمامة الصائدي
- أنس بن الحارث الكاهلي
- إبراهيم بن الحصين البارقي الأزدي
- الحارث بن امرئ القيس الكندي
- الحجاج بن زيد السعدي
- العباس بن علي
- الحجاج بن مسروق الجعفي
- الحر بن يزيد الرياحي
- الحلاس بن عمر الراسبي
- القاسم بن حبيب الأزدي
- برير بن خضير الهمداني
- جعفر بن عقيل بن أبي طالب
- جعفر بن علي بن أبي طالب
- جنادة بن كعب الأنصاري
- جدير بن الحر
- حبيب بن عبد الله النهشلي
- حبيب بن مظاهر الأسدي
- حمزة بن عمرو الأسلمي
- حنظلة بن أسعد الشبامي
- حنظلة بن عمرو شيباني
- حيان بن الحارث الأزدي
- زهير بن بشر الخثعمي
- زهير بن القين
- زيد بن معقل الجعفي
- سعيد بن عبد الله الحنفي
- سلمان بن مضارب البجلي
- سوار بن منعم حابس الهمداني
- عابس بن أبي شبيب الشاكري
- عبد الرحمن بن عروة الغفاري
- عبد الرحمن بن عقيل
- عبد الله بن الحسن
- عبد الله بن عروة الغفاري
- عبد الله بن علي بن أبي طالب
- عبد الله بن عمير الكلبي
- عبد الله بن مسلم بن عقيل
- عثمان بن علي بن أبي طالب
- عمار بن حسان الطائي
- عمرو بن جنادة الأنصاري
- عمرو بن خالد
- عون بن عبد الله بن جعفر
- قاسط بن زهير التغلبي
- كردوس بن زهير التغلبي
- محمد بن عبد الله بن جعفر الطيار
- محمد بن مسلم بن عقيل
- مسلم بن عوسجة
- مقسط بن زهير التغلبي
- نافع بن هلال
- وهب النصراني
- يحيى بن سليم المازني
- 10 محرم؛ الحسين بن علي بن أبي طالب
- جبر بن عتيك
- صفية بنت الحسين
- رقية بنت الحسين
- علي الأكبر
- عبد الله الرضيع
- يزيد بن زياد بن مهاصر
- نافع بن هلال
- يزيد بن ثبيط العبدي
- سعد بن حنظلة التميمي
- سعد بن الحرث الأنصاري
- جون بن حوي
- بشر بن الحسن بن علي
- بشير بن عمرو الحضرمي
- القاسم بن العباس
- أحمد بن عقيل بن أبي طالب
- القاسم بن الحسن بن علي
- الهفهاف بن المهند الراسبي
- الوليد بن عقبة
- عاتكة بنت مسلم بن عقيل
- عبد الله بن أبي سفيان
- معين بن عقيل بن أبي طالب
- وهب بن عبد الله الكلبي

### وفيات سنة62 هـ
- زينب بنت علي
- مسروق بن الأجدع
- أم سلمة
- عبد الرحمن بن خالد بن الوليد
- الرباب بنت امرؤ القيس
- مسلمة بن مخلد الأنصاري
- مسروق بن الأجدع العكي

### وفيات سنة63 هـ
- أبو ميسرة
- الحارث بن عبد الله بن كعب
- محمد بن أبي الجهم العدوي
- عبد الرحمن بن زهير بن عبد عوف
- عبد الله بن حنظلة
- يعقوب بن طلحة بن عبيد الله
- عقبة بن نافع
- سائب خاثر
- عبد الله بن نوفل
- سعد بن مسعود الثقفي
- أفلح مولى أبي أيوب الأنصاري

### وفيات سنة64 هـ
- أبو المهاجر دينار
- الضحاك بن قيس الفهري
- مصعب بن عبد الرحمن بن عوف
- الضحاك بن قيس
- المسور بن مخرمة
- يزيد بن معاوية
- أم البنين
- معاوية بن يزيد
- معن بن أوس
- محمد الأوسط بن علي
- ثابت بن الضحاك الأشهلي

### وفيات سنة65 هـ
- الحنتف بن السجف التميمي
- حارثة بن بدر الغداني
- غالب بن صعصعة
- عبيد الله بن الحكم
- الحارث الهمداني
- مروان بن الحكم
- مالك بن هبيرة الكندي
- النعمان بن بشير
- حسان بن مالك الكلبي
- نافع بن الأزرق
- عبد الله بن مسعدة الفزاري
- حبيش بن دلجة
- سليمان بن صرد
- الأكدر بن حمام

### وفيات سنة66 هـ
- أسماء بن خارجة الفزاري

- رفاعة بن شداد
- أمامة بنت أبي العاص بن الربيع
- عثمان بن عنبسة
- سنان بن أنس
- خولي بن يزيد الأصبحي
- شمر بن ذي الجوشن
- عمر بن سعد

### وفيات سنة67 هـ
- المختار الثقفي
- عبيد الله بن زياد
- شرحبيل بن ذي الكلاع
- الحصين بن نمير السكوني
- شريك بن حدير التغلبي
- عبد الله بن كامل الشاكري
- أحمر بن شميط
- عبيد بن شرية
- عمرة بنت النعمان
- كيان أبو عمرة
- محمد بن الأشعث
- شظاظ الضبي
- السائب بن مالك الأشعري
- الأحنف بن قيس

### وفيات سنة68 هـ
- سلمة بن ذؤيب
- ابن الماحوز
- خويلد بن عمرو الخزاعي
- عبيد الله بن علي
- قيس بن الملوح
- عبيد الله الجعفي
- عدي بن حاتم الطائي
- عبد الله بن عباس
- لبنى بنت الحباب

### وفيات سنة69 هـ
- أبو الأسود الدؤلي

- قبيصة بن جابر

- يزيد بن المفرغ الحميري

### وفيات سنة70 هـ
- الحارث بن عمر الهذلي

- يوأنس الثالث

- مالك بن يخامر

- كثير بن الصلت

- غزية بن الحارث الأنصاري

- غرقدة البارقي

- عمير بن الحباب

- عمرو بن سعيد الأشدق

- عبد الله بن السائب

- عبد الرحمن بن زيد بن الخطاب

- عاصم بن عمر بن الخطاب

- صعصعة بن صوحان

- شبث بن ربعي

- المقنع الكندي

- أم عطية الأنصارية

- أسماء بنت يزيد

### مختلف فيه
الربيع بن خثيم
عمرو بن الزبير
مالك بن عبد الله بن سنان الشهراني الخثعمي
معن بن يزيد السلمي
مالك بن عبد الله الخثعمي